# 梅西格
梅西格（德語：Meesiger）是德国梅克伦堡-前波美拉尼亚州的市镇，隶属于梅克伦堡湖区县。总面积为8.98平方千米，截至2023年12月31日总人口为236人。